# Brenica (Polska)
Brenica – wieś w Polsce położona w województwie łódzkim, w powiecie tomaszowskim, w gminie Lubochnia.
Wieś królewska w tenucie inowłodzkiej w powiecie brzezińskim województwa łęczyckiego w końcu XVI wieku. W latach 1975–1998 miejscowość administracyjnie należała do województwa piotrkowskiego.